# Lebensgeschichte
Als Lebenslauf oder Lebensgeschichte wird in der Biografieforschung der Lebensverlauf von Individuen im Kontext zu sozialen oder historischen Rahmenbedingungen bezeichnet. Der Duden definiert allgemeinsprachlich Lebenslauf als „individuelle[r] Verlauf eines Lebens, Lebensgeschichte“.
Dausien bezeichnete den Begriff Lebenslauf enger gefasst als den Biografiebegriff, da er häufiger mit der äußeren und objektiven Abfolge innerhalb des Individuums gefasst werde, während Lebensgeschichte vielmehr als eine Erzählung von inneren oder subjektiven Ereignisfolgen zu werten sei.
In der Biologie bezeichnet Lebensgeschichte (im Sinne von Lebensablauf oder Lebenszyklus) auch Merkmale, die das Leben eines Organismus auszeichnen.